# Hank Zipzer
A Hank Zipzer 2014-től 2016-ig futott brit televíziós vígjátéksorozat, amelyet Henry Winkler alkotott a saját könyvsorozata alapján. A főbb szerepekben Nick James, Jayden Jean Paul-Denis, Chloe Wong, Felicity Montagu és Nick Mohammed látható.
Egyesült Királyságban 2014 január 28-án mutatták be a CBBC-n. Magyarországon a Disney Channel mutatta be 2015. március 14-én.

## Történet
A sorozat a 12 éves iskolás fiúról, Hank Zipzerről szól, akinek kalandos életével és diszlexiájával való problémájával találkozhatunk. A sorozat Henry Winkler Hank Zipzer könyvsorozatán alapszik, amely bemutatja saját tapasztalatait, mint egy diszlexiás gyerek. A sorozatban Hank kedvenc tanárát, Mr. Rock-ot játssza, aki Winkler saját zenetanáráran alapszik.

## Szereplők
| Szereplő              | Színész                                          | Magyar hang            | Leírás |
| --------------------- | ------------------------------------------------ | ---------------------- | --- |
| Henry „Hank” Zipzer   | Nick James                                       | Bogdán Gergő           | A sorozat főszereplője, Stan és Rosa Zipzer fia, Emily bátyja, Frankie és Ashley barátja, Nick Mckelty ellensége.12 éves. Diszlexiás. Kedves fiú, aki mindig csak segiteni próbál, de ezzel általában csak bajt csinál.                                                                     |
| Frankie Townsend      | Jayden Jean-Paul Denis                           | Nagy Gereben           | Hank legjobb barátja. Hankhez hasonlóan szintén kedves, és mindig próbál segíteni Hanknek, bár néha elege lesz barátja (sokszor rosszul elsült) ötleteiből, emiatt pedig ritkán ugyan, de össze szoktak veszni. Szereti a videojátékokat, nehéz őt bármelyikben is legyőzni (Hank szerint). |
| Ashley Wong           | - Chloe Wong (1. évad) - Alicia Lai (2. évadtól) | Koller Virág           | Hank másik legjobb barátja. A szülei orvosok, és ő is annak készül, ami néha furcsa, már-már enyhén bizarr helyzeteket eredményez. |
| Miss Adolf            | Felicity Montagu                                 | Bede-Fazekas Annamária | Hank osztályfőnöke. Nagyon szigorú, emiatt minden diák tart tőle. Van egy kardja, amivel a diákokat tanulásra bírja. |
| Mr Love               | Nick Mohammed                                    | Szabó Máté             | Iskolaigazgató. Miss Adolfhoz hasonlóan sokszor szigorú. Zipzeréket (főleg Hank miatt) mélyen elítéli. A 2. évadban lemondott posztjáról és könyvet írt a szerelemről, így távozott a sorozatból.                                                                                           |
| Nick McKelty          | Jude Foley                                       | Straub Norbert         | Hank legfőbb ellensége, aki folyton próbál keresztbe tenni neki, de végül mindig ő húzza a rövidebbet. |
| Rosa Zipzer           | Juliet Cowan                                     | Kisfalvi Krisztina     | Hank és Emily anyja, Dtan felesége, Pete papa lánya. Apjával közösen egy kis éttermet vezet a belvárosban. Kissé szigorú, de ugyanakkor törődő anya. |
| Stanley „Stan” Zipzer | Neil Fitzmaurice                                 | Vida Péter             | Hank és Emily apja, Rosa férje, sportújságíró. Néha eléggé kétbalkezes, de törődő apa. |
| Pete papa             | Vincenzo Nicoli                                  | Faragó András          | Rosa apja, Hank és Emily nagypapája, lányával közösen egy éttermet vezet. Mindig igyekszik segíteni Hanknek. |
| Emily Zipzer          | Madeline Holliday                                | Györke Laura           | Stan és Rosa Zizer lánya, Hank húga. Bátyjánál valamivel okosabb, komoly érdeklődést mutat a biológia és a kémia iránt. Van egy gyíkja, Catherine. |
| Mr Rock               | Henry Winkler                                    | Harsányi Gábor         | Hank ének-és zenetanára, Miss Adolf szöges ellentéte. Mindig segít a diákjainak, és sajátos módon ugyan, de igyekszik megoldani a problémákat. |
| Mr Joy                | Javone Prince (2-3. évad)                        | Mészáros Máté          | Az iskola új igazgatója Mr. Love lemondása után. Rosa nem igazán kedveli, önző embernek tartja. Miss Adolfhoz hasonlóan szigorú, de többnyire csak lejáratja magát. |
| Micky "Mick" McKelty  | Dominic Coleman                                  | Fazekas István         | Nick MCKelty apja. K Stanleyvel ki nem állhatják egymást, ugyanúgy, ahogy, Nick és Hank sem. |

## Évados áttekintés
| Évad | Évad | Epizódok | Eredeti sugárzás    | Eredeti sugárzás    | Magyar sugárzás    | Magyar sugárzás      |
| Évad | Évad | Epizódok | Évadpremier         | Évadfinálé          | Évadpremier        | Évadfinálé           |
| ---- | ---- | -------- | ------------------- | ------------------- | ------------------ | -------------------- |
|      | 1    | 13       | 2014. január 28.    | 2014. április 22.   | 2015. március 14.  | 2015. május 30.      |
|      | 2    | 13       | 2015. augusztus 13. | 2015. november 5.   | 2016 augusztus 29. | 2016. szeptember 14. |
|      | 3    | 13       | 2016. május 26.     | 2016. augusztus 18. | 2017. január 9.    | 2017. január 27.     |

## Gyártás
A CBBC 2013-ban berendelte a sorozatot, a forgatás 2013 októberében kezdődött. sorozatot az első két évadban a halifaxi St Catherine's Catholic High School-ban, a harmadik évadban a dewsbury-i Birkdale High Schoolban forgatták. Az első évad premierje 2014. január 28-án volt
2014. június 9-én Cheryl Taylor, a CBBC vezérigazgatója bejelentette, hogy berendleték a második évadot.